# Limbodessus ordinarius
Limbodessus ordinarius är en skalbaggsart som beskrevs av Watts och William F. Humphreys 2009. Limbodessus ordinarius ingår i släktet Limbodessus och familjen dykare. Inga underarter finns listade i Catalogue of Life.